# Davoser Manifest (1973)

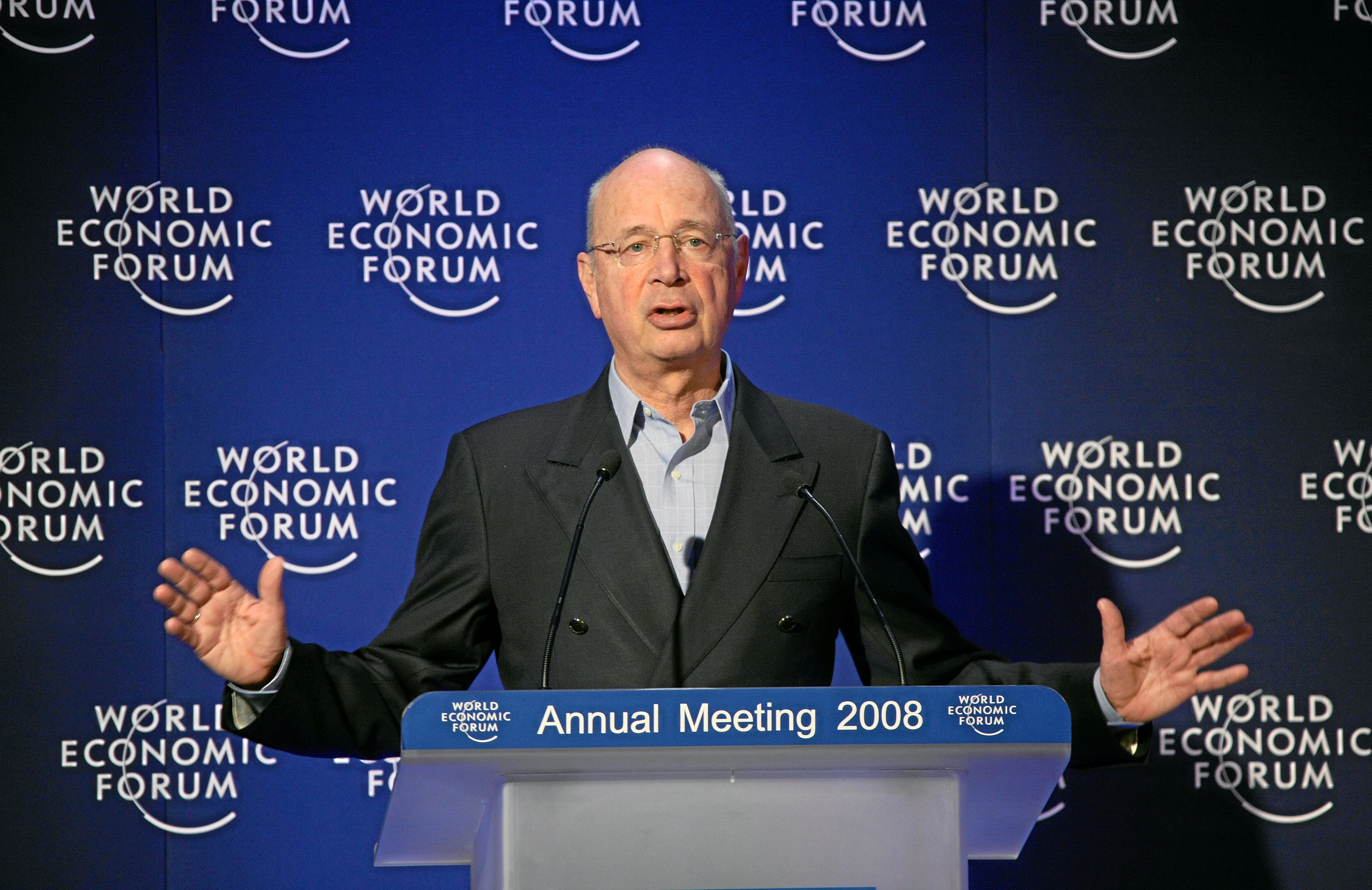
Klaus Schwab, Davos 2008

Das Davoser Manifest beschreibt einen ausgearbeiteten Ethik-Code, bzw. eine Verhaltensnorm, oder Verhaltenskodex. Dieser wurde im Jahr 1973 in Davos im Zuge einer Versammlung von Managern und Unternehmern aus Europa ausgearbeitet. Die Basis des Davoser Manifests stellt das Stakeholder-Modell dar.
Ins Leben gerufen wurde das Symposium durch den Begründer des Europäischen Management Forums (ab 1987 Weltwirtschaftsforum) Klaus Martin Schwab. Er zielte mit seinem Treffen auf die gesellschaftliche Verantwortung der Unternehmensführung und somit auf sein Spezialgebiet der Unternehmens- und Führungsethik ab.

## Inhalt

### Verhaltensnormen
Im Zuge des Symposiums in Davos wurden drei grundlegende Normen formuliert:
- Bei Führungsentscheidungen muss das Management den Interessen aller Bezugsgruppen des Unternehmens Rechnung tragen.
- Entgegengesetzte Interessen müssen zum Ausgleich gebracht werden.
- Die Existenz eines Unternehmens muss durch angemessene Gewinne gesichert werden, wobei diese jedoch nicht als Endziel der Unternehmung angesehen werden dürfen. Vielmehr stellen Gewinne nur das Mittel dar, das es der Unternehmensführung ermöglicht, ihren Verpflichtungen gegenüber den Bezugsgruppen der Unternehmung nachzukommen.

### Grundsatzkatalog
Das 3. Europäische Management Symposium erstellte in Kooperation mit geladenen Führungskräften somit einen für alle verbindlichen Grundsatzkatalog, der wie folgt lauten sollte:

„
- A. Berufliche Aufgabe der Unternehmensführung ist es, Kunden, Mitarbeitern, Geldgebern und der Gesellschaft zu dienen und deren widerstreitende Interessen zum Ausgleich zu bringen.
- B.1. Die Unternehmensführung muss den Kunden dienen. Sie muss die Bedürfnisse der Kunden bestmöglich befriedigen. Zwischen den Unternehmen ist fairer Wettbewerb anzustreben, der größte Preiswürdigkeit, Qualität und Vielfalt der Produkte sichert. Die Unternehmensführung muss versuchen, neue Ideen und technologischen Fortschritt in marktfähige Produkte und Dienstleistungen umzusetzen.
- 2. Die Unternehmensführung muss den Mitarbeitern dienen. Denn Führung wird von den Mitarbeitern in einer freien Gesellschaft nur dann akzeptiert, wenn gleichzeitig ihre Interessen wahrgenommen werden. Die Unternehmensführung muss darauf abzielen, die Arbeitsplätze zu sichern, das Realeinkommen zu steigern und zu einer Humanisierung der Arbeit beizutragen.
- 3. Die Unternehmensführung muss den Geldgebern dienen. Sie muss ihnen eine Verzinsung des eingesetzten Kapitals sichern, die höher ist, als der Zinssatz auf Staatsanleihen. Diese höhere Verzinsung ist notwendig, weil eine Prämie für das höhere Risiko eingeschlossen sein muss. Die Unternehmensführung ist Treuhänder der Geldgeber.
- 4. Die Unternehmensführung muss der Gesellschaft dienen. Die Unternehmensführung muss für die zukünftigen Generationen eine lebenswerte Umwelt sichern. Die Unternehmensführung muss das Wissen und die Mittel, die ihr anvertraut sind, zum Besten der Gesellschaft nutzen. Sie muss der wissenschaftlichen Unternehmensführung neue Erkenntnisse erschließen; und sie muss den technischen Fortschritt fördern. Sie muss sicherstellen, dass das Unternehmen durch seine Steuerkraft dem Gemeinwesen ermöglicht, seine Aufgabe zu erfüllen. Das Management soll sein Wissen und seine Erfahrungen in den Dienst der Gesellschaft stellen.
- C. Die Dienstleistung der Unternehmensführung gegenüber Kunden, Mitarbeitern, Geldgebern und der Gesellschaft ist nur möglich, wenn die Existenz des Unternehmens langfristig gesichert ist. Hierzu sind ausreichende Unternehmensgewinne erforderlich. Der Unternehmensgewinn ist daher ein notwendiges Mittel, nicht aber Endziel der Unternehmensführung.

“

## Stakeholder-Modell
Das Stakeholder-Modell bildete den inhaltlichen Mittelpunkt des Davoser Manifests. Grundlage war die Berücksichtigung aller vom Unternehmen Betroffenen:

„Die Unternehmensethik folgt dem Stakeholder Modell. Dieses basiert auf der Koalitionstheorie der Unternehmung und besagt, dass sich innerhalb eines Unternehmens, stets eine Koalition der unterschiedlichsten Interessensgruppen existiert. Diese Koalition erbringt die Leistungen und Beiträge des Unternehmens und stellt dafür Ansprüche an dieses.[...]Das Management des Unternehmens hat nun die Aufgabe die Moderatorenfunktion zu übernehmen. Dabei muss es versuchen die unterschiedlichen Ansprüche weitgehend zu befriedigen. Die Ansprüche können unterschiedlichster Natur sein, z.B. langfristige Arbeitsplatzsicherheit, Steueraufkommen usw. Es sollte Ziel des Managements sein, die Wert- und Interessenkonflikte mit den Betroffenen direkt zu lösen. Das zentrale Element des Stakeholdermodells ist, das die Gewinnmaximierung aufgrund der multidimensionalen Zielfunktion sämtlicher Interessensgruppen nicht mehr rein im Mittelpunkt des Managements steht.“

## Hintergründe

### European Management Forum (1971–1987)
Das „Davoser Manifest“ zählt zu den ersten Verhaltenskodizes in Europa bezüglich des Unternehmensmanagements. Es geht aus von dem Gründer und Präsident der bald weltweit agierenden, gemeinnützigen Stiftung „European Management Forum“ Klaus Martin Schwab. Der gebürtige Ravensburger referierte in dieser Zeit an der Universität Genf über Unternehmenspolitik und beschäftigte sich mit ökonomischen Managementsystemen. Im Zuge der Zusammenkunft wichtiger europäischer Führungskräfte gelang es Schwab, gesellschaftliche Verantwortung in leitenden Führungspositionen anzusprechen, zu diskutieren und in einem allgemeinen Manifest zu dokumentieren.
Schwab sah in seinem Vorhaben die Chance, die wirtschaftliche Zusammenarbeit auf internationaler Ebene zu stärken und das Miteinander zwischen Arbeitgeber und Arbeitnehmer in entsprechenden Betrieben zu fördern. Zudem betonte Schwab das Ziel, mehr soziale Verantwortung für die Gesellschaft zu übernehmen und implizierte somit unternehmensethische Führungsgrundsätze.

### Die 1970er Jahre – Grundlage für Davos
Ein Wandel der Gesellschaft im zweiten Drittel des 20. Jahrhunderts spielte eine tragende Rolle bei der Entwicklung wirtschafts- und unternehmensethischer Strategien. Denn dieser Zeitraum war eine Belastungsprobe für das europäische Bürgertum und stellte somit eine Herausforderung für deren Ökonomen dar:

„Die 1970er-Jahre waren in einigen Ländern Europas ein Jahrzehnt terroristischer Gewalt und gleichzeitig auch ein Jahrzehnt überraschender Demokratisierung mit Ende der Diktaturen in Südeuropa. Aber im westlichen wie im östlichen Europa war der Staat massiv herausgefordert, durch die wirtschaftlichen Schwierigkeiten, durch Protestbewegungen, durch das neue Misstrauen gegenüber den Eliten und der Planung von oben […]. Die politischen Pressionen durch den Staat nahmen überall zu […] durch eine Rücknahme von politischen Liberalisierungen und schärfere politische Repressionen und Einschränkungen der Menschenrechte bis hin zur Ausrufung des Kriegsrechts in Polen […].“

Akzeptanzprobleme wuchsen im Zuge der Studenten- und Ökologiebewegungen, die u. a. durch die antiliberale 68er-Bewegung verkörpert wurde. Es wuchs das Misstrauen gegen Großunternehmer und „Eliten“ des Staates, die in vielen Teilen Europas zu dieser Zeit weder politische, noch wirtschaftliche Stabilität und Souveränität verkörpern.
Das dritte Management-Symposium im Jahre 1973 hatte zwei grundlegende Gesprächsthemen auf seiner Agenda:
Zum einen der Zusammenbruch des Finanzsystems von Bretton-Woods, zum anderen der arabisch-israelische Jom-Kippur-Krieg im Nahen Osten. Die Teilnehmer des Davoser Manifestes standen vor einer großen Herausforderung, da sie mit dem Beginn der Unternehmensethik-Debatte in Europa großen Einfluss erlangen können.
Das bald international als „Davos Manifesto“ bezeichnete Dokument entsprang eher einer Verteidigungshaltung und zielte auf einen Entlastungs- und Besänftigungsdiskurs. Die in Davos verfassten Verhaltenskodizes dienten dem Aufbau von Vertrauen, Reputation und konnten als Medium einer ethisch orientierten Gesellschaft dienen.
Das dritte Treffen in Davos verlief eher durchwachsen. Es kamen ca. 450 Teilnehmer, überwiegend aus Deutschland, Großbritannien, der Schweiz und Belgien, die sich einer Publizierung des Davoser Manifests einig wurden. Persönlichkeiten wie Prinz Bernhard der Niederlande oder der Gründer des Club of Rome Aurelio Peccei waren in diesem Jahr geladene Gäste. Schwab nutzte sein Netzwerk und bemühte sich des Weiteren um seine Bekanntschaften wie den deutschen Herbert Henzler, den Unternehmensberater James McKinsey, oder den Computerpionier Heinz Nixdorf. In der Neuen Zürcher Zeitung vom 9. März 1973 ist von einer „gewissen Konfrontation“ zwischen Wirtschaftsvertretern und einer besserwisserischen Brüsseler Bürokratie die Rede, da in diesem Jahr fast ein Viertel aller Einladungen an Referenten aus der belgischen Hauptstadt ging.
Insgesamt brachte Davos mit seinem erst dritten Treffen noch keine Wende. Die Misere war damit gemildert, jedoch nicht beendet. Schwab und seiner Stiftung war in dieser Hinsicht aber kein Vorwurf zu machen, da die Gründung des European Management Forum erst drei Jahre zuvor begann.

## Weiterentwicklung
Schwab schaffte es mit seiner Stiftung, jedes Jahr ein Treffen im Kanton Graubünden zu organisieren. Nach dem Davoser Manifest von 1973 gründete der Universitätsprofessor so genannte Roundtables (Diskussionsforen) in umliegenden Ländern, um somit eine weltumspannende Gemeinschaft zu gründen. Sein Ziel war es, aktuelle ökonomisch-ethische Themen international anzusprechen und die Beteiligung am European Management Forum zu steigern. In der Folge des Krisenwinters 1973/74 erhöhte sich die Teilnehmerzahl aufgrund der schwierigen politischen und wirtschaftlichen Lage. Das Forum rückte zunehmend in den Fokus der europäischen Presse und wurde in den kommenden Jahren ein gut besuchter Termin für Eliten des Staates und Verantwortliche in der Wirtschaft.
Schwabs gemeinnützige Organisation ist an keine politische, parteiliche oder nationale Interessen gebunden und rückte mit dem Slogan den Zustand der Welt zu verbessern schnell in den weltweiten Blick von Staaten und Regierungen.
Im Jahr 1987 nannte Schwab seine Stiftung in World Economic Forum um. Der Aktionsraum erstreckt sich seither über den gesamten Globus, und die Gesprächsthemen reichen von der Wirtschafts- über die Gesundheits- bis hin zur Umweltpolitik.
Die Stiftung mit Sitz in Cologny (Schweiz) hielt ihre Versprechen und ruft jedes Frühjahr zum Treffen nach Davos auf. Im Jahr 2017 fand bereits das 47. Jahrestreffen statt. Das Davoser Manifest gilt nach wie vor als eine wirksame Grundlage für die Unternehmensethik und das Nachhaltigkeitsmanagement.